# Pygopleurus libanonensis
Pygopleurus libanonensis är en skalbaggsart som beskrevs av Rudolph Petrovitz 1957. Pygopleurus libanonensis ingår i släktet Pygopleurus och familjen Glaphyridae. Inga underarter finns listade i Catalogue of Life.